# Bơi nghệ thuật tại Đại hội Thể thao châu Á 1998 – Đơn Nữ
Nội dung biểu diễn đơn nữ bộ môn bơi nghệ thuật tại Đại hội Thể thao châu Á 1998 ở Bangkok được tổ chức vào ngày 13 tháng 12 và ngày 14 tháng 12 tại Trung tâm thể thao dưới nước Thammasat.

## Lịch thi đấu
Tất cả các giờ đều là Giờ Đông Dương (UTC+07:00)
| Ngày                           | Giờ   | Nội dung          |
| ------------------------------ | ----- | ----------------- |
| Chủ Nhật, 13 tháng 12 năm 1998 | 09:00 | Technical routine |
| Thứ Hai, 14 tháng 12 năm 1998  | 17:00 | Free routine      |

## Kết quả
| Thứ hạng | Vận động viên            | Technical (50%) | Free (50%) | Tổng cộng |
| -------- | ------------------------ | --------------- | ---------- | --------- |
| 1        | Miya Tachibana (JPN)     | 33.973          | 63.960     | 97.933    |
| 2        | Choi Yoo-jin (KOR)       | 33.320          | 62.530     | 95.850    |
| 3        | Li Yuanyuan (CHN)        | 32.783          | 61.446     | 94.229    |
| 4        | Aliya Karimova (KAZ)     | 29.657          | 56.896     | 86.553    |
| 5        | Marina Abrashkina (UZB)  | 29.260          | 55.424     | 84.684    |
| 6        | Wong Man Ting (HKG)      | 27.837          | 52.736     | 80.573    |
| 7        | Sirintra Pongsarak (THA) | 25.480          | 48.404     | 73.884    |